# Roč

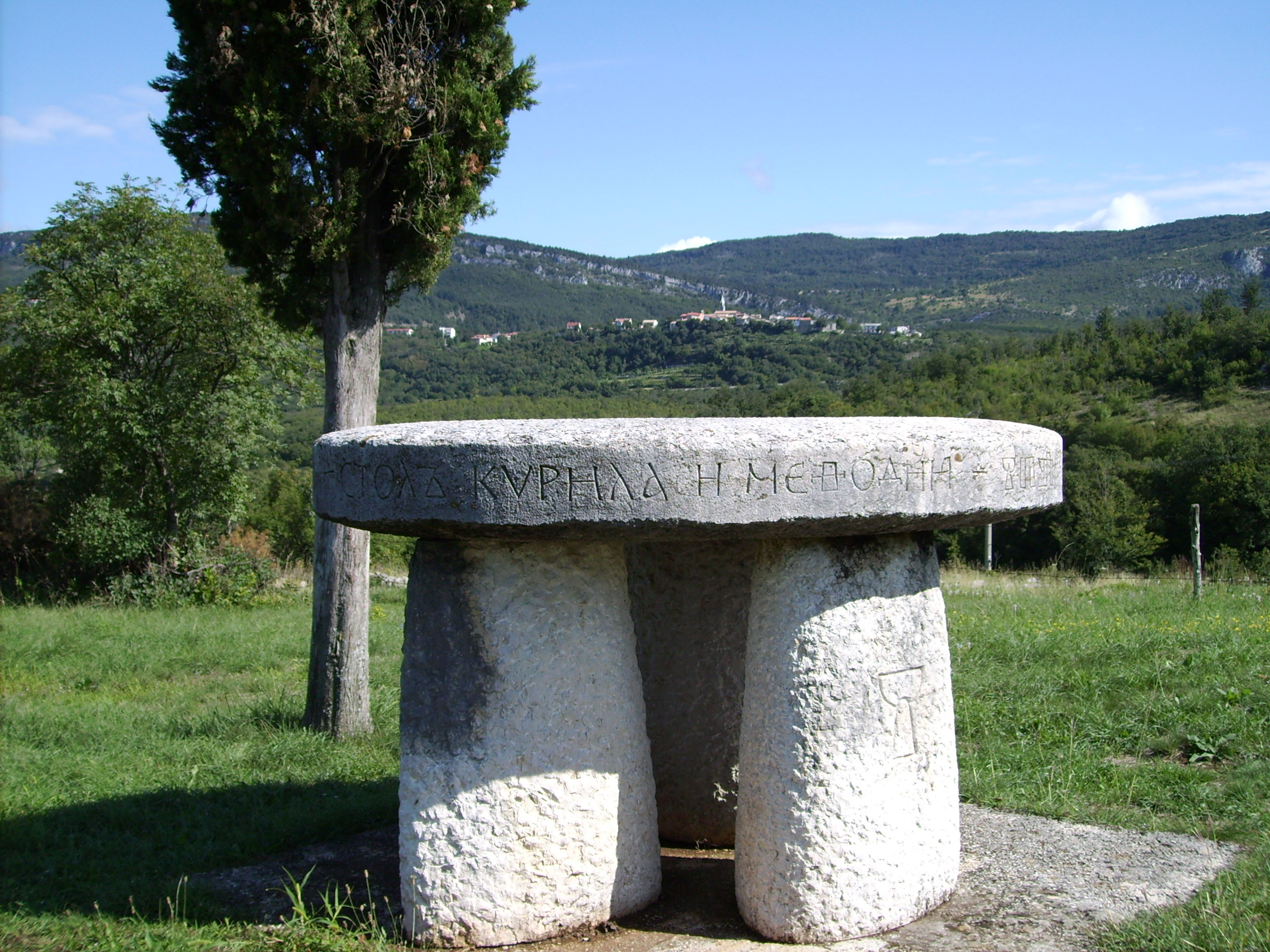
Glagolitische Allee, im Hintergrund liegt Roč

Roč [ˈrɔtʃ] (italienisch Rozzo d'Istria, deutsch veraltet Rotz, lateinisch Rotium) ist eine kleine Stadt im Nordosten der kroatischen Halbinsel Istrien. Sie liegt etwa 50 km südöstlich der italienischen Großstadt Triest. Roč, das trotz Stadtrecht nur etwa 180 Einwohner hat, verfügt über eine gut erhaltene mittelalterliche Bausubstanz samt Stadtmauer sowie über Denkmäler aus der venezianischen Periode.

## Geschichte
Schon in frühgeschichtlicher Zeit war der Ort bereits fest besiedelt. Im Hochmittelalter wurde hier eine Festung gebaut.
Ihre erste urkundliche Erwähnung entstammt dem Jahr 1064. In venezianischer Zeit entwickelte sich besonders vom 12. bis zum 15. Jahrhundert eine Siedlung, die zu einem der wichtigsten Schwerpunkte der kroatischen Literatur wurde und bis in das 20. Jahrhundert hinein blieb. Die mittelalterliche Stadtmauer wurde in einem Gefecht zwischen der ansässigen Bevölkerung und venezianischen Kräften zerstört. Die Venezianer gestatteten der Stadt aber im Jahr 1421 ihren Wiederaufbau.

## Sehenswürdigkeiten und Rundgang
In die Stadt hinein gelangt man durch ein Stadttor aus dem 15. Jahrhundert. Im Durchgangsbereich des Tores ist eine Sammlung römischer Grabsteine zu besichtigen. Nachdem man das Stadttor passiert hat und sich rechts hält, erreicht man mit der Kirche des Heiligen Rochus eine kleine romanische Kirche mit einer Apsis. Im Inneren enthält sie Fresken aus dem 14. und 15. Jahrhundert. Die ältere Schicht zeigt den Zyklus des Heiligen Paul, die jüngere zeigt die Apostel. Hält man sich nach dem Verlassen der Kirche nun weiter links, gelangt man zu der Kirche des Heiligen Anton des Abtes, einer ebenfalls romanischen Kirche aus dem 11. Jahrhundert. Ihr Innenraum enthält altslawische Inschriften, die zum Teil bis etwas zum Jahr 1200 zurückreichen. Die größte Kirche des Ortes in ihrem Zentrum ist die Gemeindekirche des Heiligen Bartholomäus aus dem 14. Jahrhundert. Eine umfassende Erweiterung erfolgte im 18. Jahrhundert. Der ca. 26 Meter hohe Turm ist im Jahr 1676 erbaut worden. Eine Tafel in der Kirchturmwand mit den Buchstaben D O M A und  der Zahl MDCLXXVI erinnert daran. Im Inneren enthält die Schatzkammer der Kirche eine Sammlung silberner liturgischer Gefäße aus dem 17. Jahrhundert. Die Orgel stammt aus dem Jahr 1907.
Von Roč aus führt die Glagolitische Allee bis zur Nachbarstadt Hum. Die Allee ist ein Denkmal für die Glagoliza, die älteste slawische Schrift. 

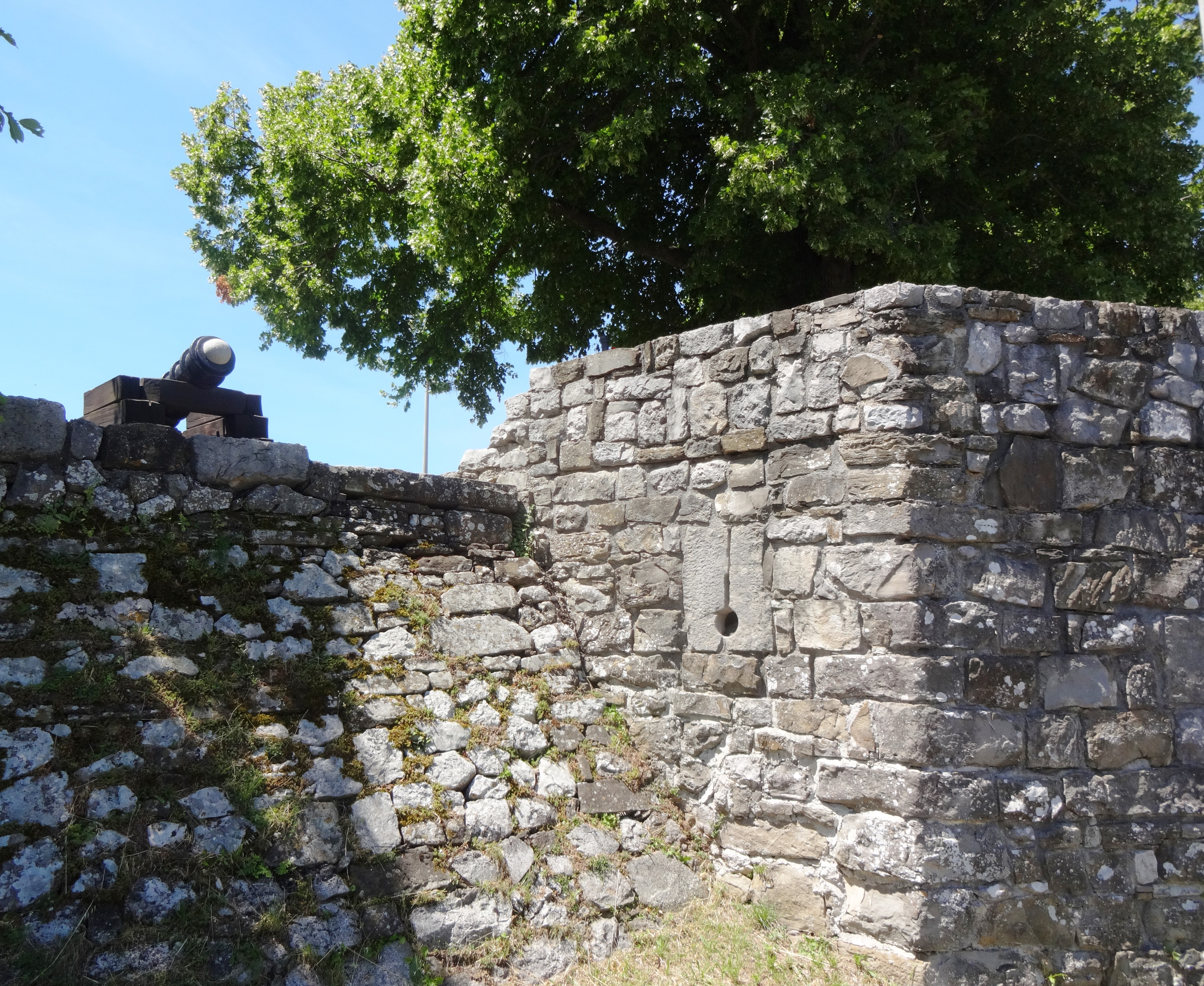
Teil der Stadtmauer von Roč
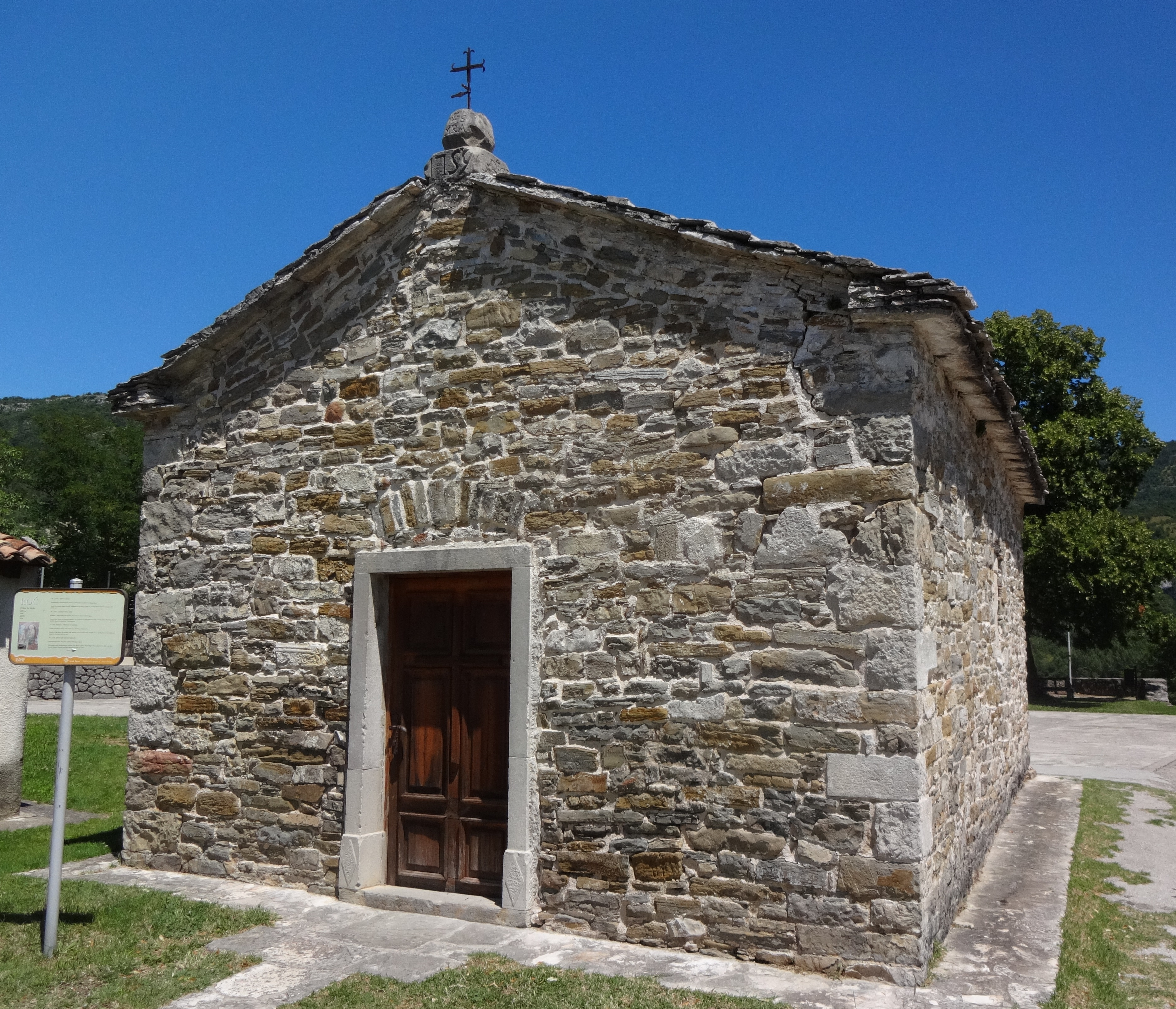
Kirche des Heiligen Rochus in Roč
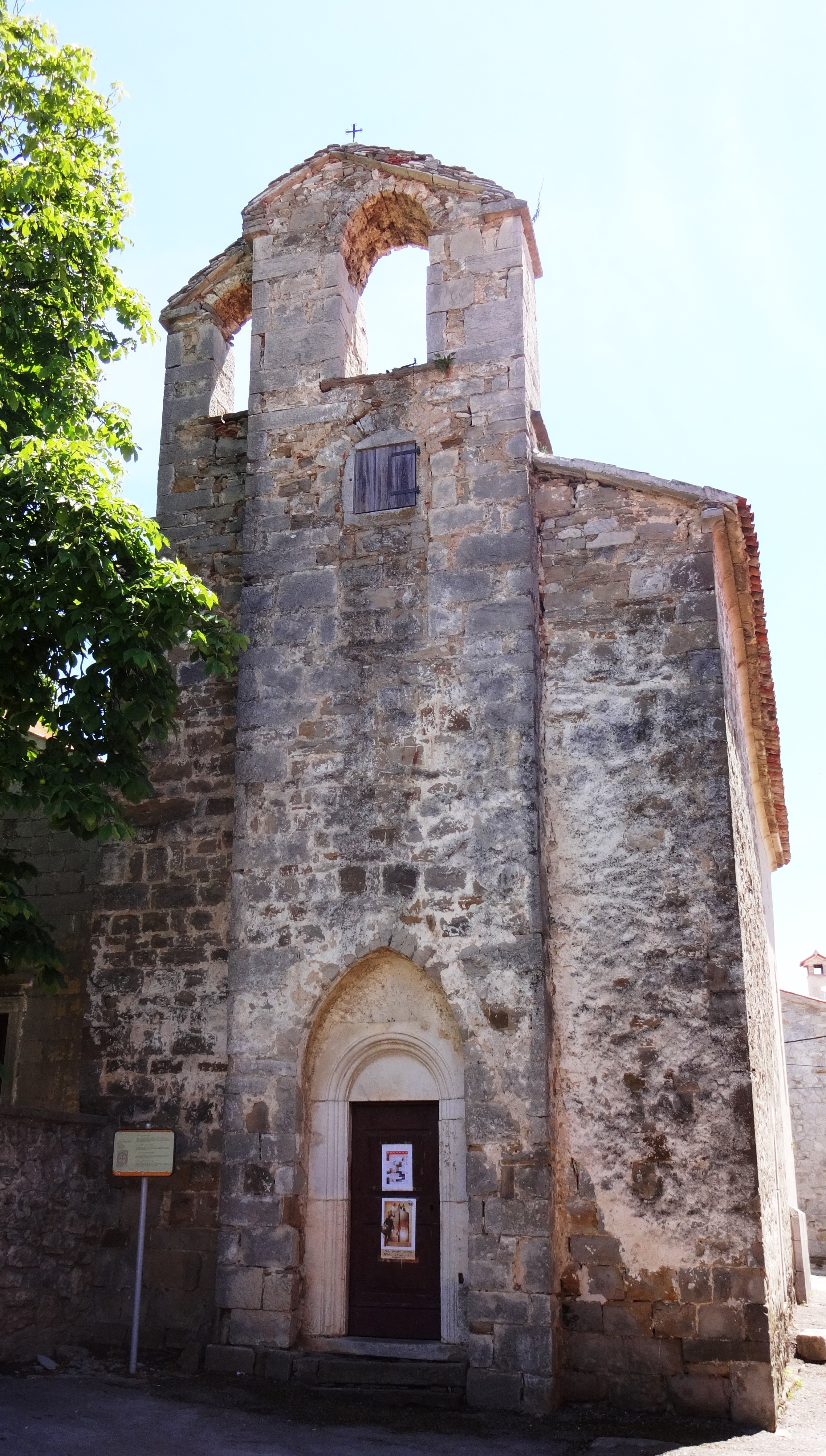
Kirche des Heiligen Anton des Abtes in Roč
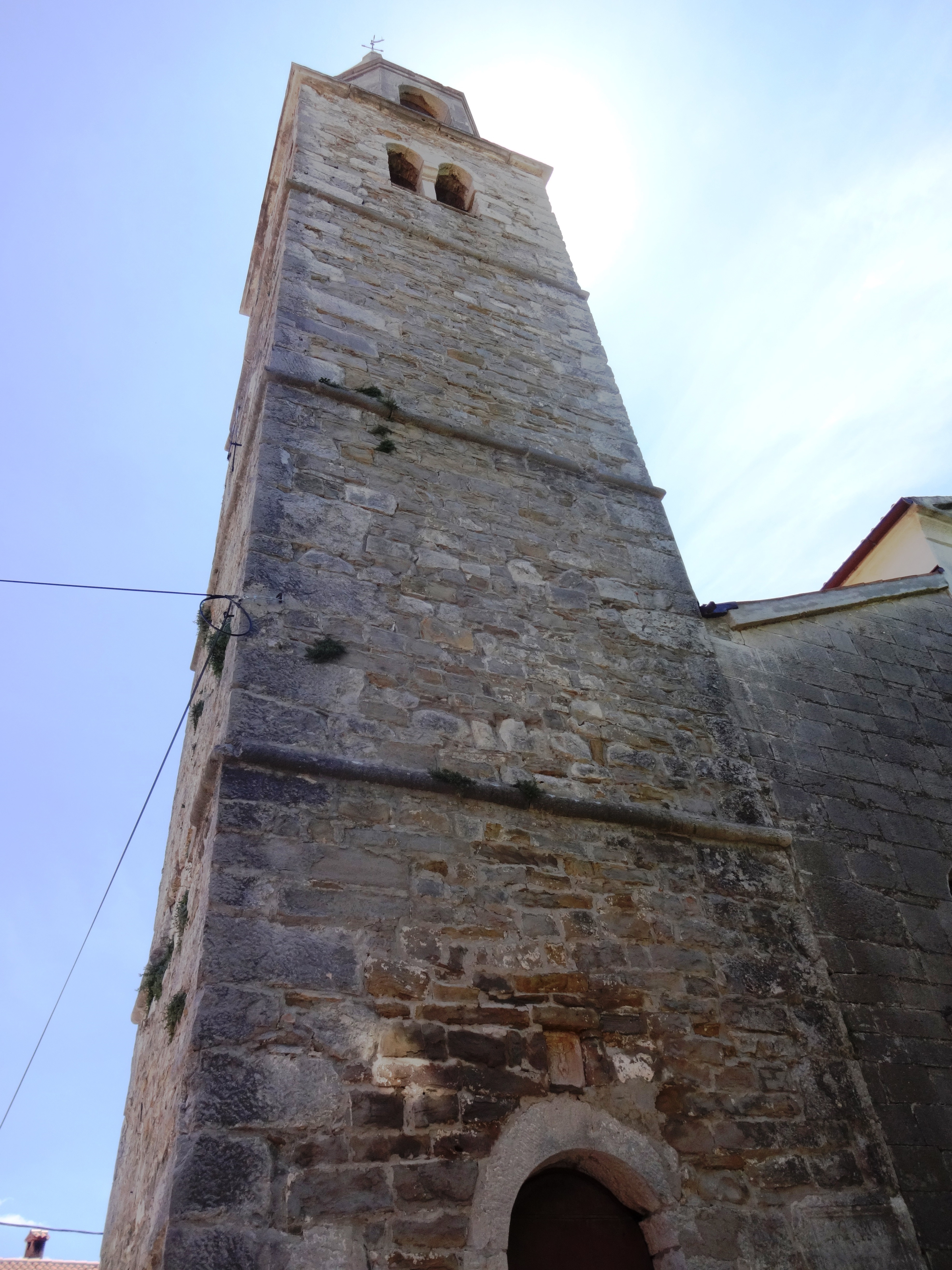
Bartholomäuskirche in Roč

## Verkehr
Roč besitzt einen Bahnhof an der Bahnstrecke Divača–Pula.